# شراب الجلوكوز
شراب الجلوكوز هو سائل شفاف وعديم اللون يحتوي على نسبة عالية من الجلوكوز، وهو شكل من أشكال السكر البسيط. 
يُستخدم عادة كمصدر للطاقة في حالات الضعف العام أو في حالات الإصابة بحالات طبية معينة مثل اضطرابات السكر في الدم وأيضا شراب الجلوكوز يعتبر المكون الاساسي في عالم الحلويات حيث يستخدم شراب الجلوكوز لتحسين جودة الأطباق حيث يجعلها تمتلك قوام أفضل وألذ، لذلك يفضلوا المخابز، المطاعم والمصانع استخدامه.
الفرق بين شراب الجلوكوز والسكر وهي وسيلة الحصول عليها، حيث نحصل على السكر من قصب السكر أو بنجر السكر، بينما يتم انتاج شراب الجلوكوز والفركتوز غالباً من نشا، قمح والذره.
في نفس الوقت قد يكون شراب الجلوكوز يشكل ضرر وذلك يعتمد على الكميات التي تستعمل، كلما زاد استعمال شراب الجلوكوز زاد خطر تطور العديد من الظروف مثل: داء السكري من النوع 2، تصلب الشرايين، ارتفاع ضغط الدم، النقرس ,مرض الكبد الدهني غير الكحولي، أنواع معينة من السرطان. بالإضافة إلى ذلك، يمكن لشراب الجلوكوز والفركتوز أن يقلل من نشاط خلايا الدم البيضاء المهمة لمناعتنا. يُرتبط ضرر هذا الشراب بمشاركته في اضطراب آلية الجوع والشبع عن طريق خفض إنتاج اللبتين، وهو الهرمون المسؤول عن الشبع. هذا يؤدي إلى زيادة استهلاك الطعام وزيادة الوزن والسمنة. بالإضافة إلى ذلك، يمكن أن يسهم فائض الفركتوز في النظام الغذائي في اضطرابات التمثيل الغذائي للدهون، مما يؤثر سلبًا على مستويات الدهون الثلاثية والكوليسترول الضار. لذا، من الجيد أن يكون المستهلكون واعين ويحاولون تجنب منتجات تحتوي على شراب الجلوكوز والفركتوز.
يتواجد شراب الجلوكوز والفركتوز في العديد من المنتجات مثل: الحلويات والشوكولاته، المشروبات الغازية والعصائر الطبيعية، المنتجات المعلبة والمحفوظة، المنتجات الصحية والطبية والأطعمة المصنعة والوجبات الجاهزة.